# Stylinodon

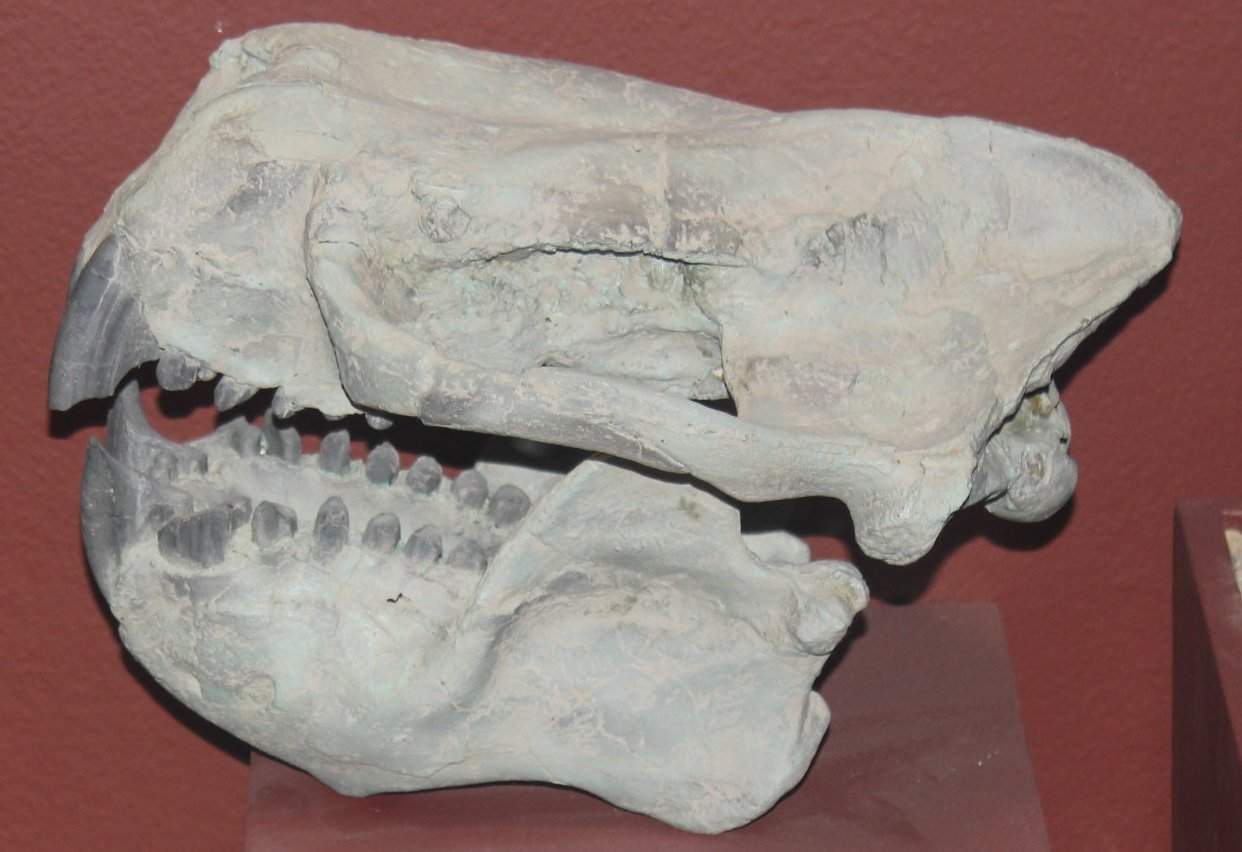
Cráneo fósil.

Stylinodon es un género extinto de mamífero placentarios del orden Cimolesta. Es el último y más conocido género de los Taeniodonta, que vivió aproximadamente hace 45 millones de años, durante el Eoceno, en América del Norte. El cráneo sugiere que tenía la cara achatada y el hocico muy corto. El tamaño era muy variable, desde el tamaño de un cerdo al de un leopardo y llegaban a pesar 80 kg. Sus dientes caninos estaban muy desarrollados, y los molares estaban cubiertos de esmalte y crecían toda la vida. Lo más probable es que se alimentara de raíces y tubérculos.